# Браславський Ярослав Вікторович
Ярослав Вікторович Браславський (нар. 4 квітня 1989, Вінниця, УРСР) — український футболіст, колишній нападник вінницької «Ниви».

## Життєпис
Вихованець вінницької «Нива-Світанок», у складі якої виступав на молодіжному рівні. У дорослому футболі дебютував 2006 року, виступаючи за «Ниву-Світанок» в аматорському чемпіонаті України (4 матчі). На професіональному рівні дебютував за вінницький колектив 3 серпня 2007 року в програному (1:4) домашньому поєдинку 2-о туру групи А Другої ліги проти львівських «Карпат-2». Ярослав вийшов на поле на 46-й хвилині, замінивши Олександра Дацюка. У сезоні  2007/08 років зіграв 15 матчів у Другій лізі. Після цього грав на аматорському рівні за «Шаргород», «Радон» (Хмільник) та «Дорожник» (погребище) в чемпіонаті Вінницької області. Під час зимової перерви сезону 2011/12 років перейшов у вінницький «Держслужбовця-КФКС», який на початку наступного сезону перейменували у ФК «Вінниця». У складі городян виступав в аматорському чемпіонаті України.
Напередодні старту сезону 2016/17 років приєднався до «Ниви», у футболці якої після свого повернення дебютував 20 липня 2016 року в переможному (3:1) домашньому поєдинку 1-о попереднього раунду кубку України. Браславський вийшов на поле в стартовому складі та відіграв увесь матч, а на 44-й хвилині отримав жовту картку. У Другій лізі вперше після повернення зіграв 24 липня 2016 року в нічийному (2:2) домашньому поєдинку 1-о туру проти новокаховської «Енергії». Ярослав вийшов у стартовому складі та відіграв увесь матч. Дебютними голами за «Ниву» відзначився 19 серпня 2016 року на 72-й та 78-й хвилинах переможного (4:2) домашнього поєдинку 5-о туру Другої ліги проти запорізького «Металурга». Браславський вийшов на поле в стартовому складі та відіграв увесь матч, а на 44-й хвилині отримав жовту картку. Наприкінці листопада 2017 року вирішив завершити професіональну кар'єру та перейти на адміністративну роботу в клубі. За період з 20167 по 2017 рік зіграв 46 матчів (11 голів) у Другій лізі та 5 матчів у кубку країни. Після цього виступав на аматорському рівні за «Світанок-Агросвіт» (Шляхова).
На початку березня 2019 року відновив професіональну кар'єру та повернувся до «Ниви». На професіональному рівні після паузи дебютував 6 квітня 2019 року в переможному (1:0) домашньому поєдинку 18-о туру групи А Другої ліги проти «Чайки». Ярослав вийшов на поле в стартовому складі та відіграв увесь матч. Дебютним голом за вінницький колектив відзначився 25 квітня 2019 року на 36-й хвилині переможного (1:0) виїзного поєдинку 22-о туру групи А Другої ліги проти «Минаю». Браславський вийшов на поле в стартовому складі, а на 90-й хвилині його замінив Владислав Палій.